# Sciapus tabulina
Sciapus tabulina är en tvåvingeart som beskrevs av Becker 1922. Sciapus tabulina ingår i släktet Sciapus och familjen styltflugor. Inga underarter finns listade i Catalogue of Life.